# Mulde
För naturreservatet på Gotland, se Mulde (naturreservat).
Mulde är en flod i östra Tyskland som bildas av två större källfloder, Zwickauer Mulde (som är längre) och Freiberger Mulde (som är vattenrikare). Flodens och dess källfloders avrinningsområde täcker stora delar av förbundslandet Sachsen, främst Erzgebirges norra sluttningar. Med ett vattenflöde av 73 m³/s vid mynningen är den Elbeflodens fjärde största biflod.
Vattenmängden som båda källfloder tillför Mulde utgör redan 80 % av den vattenmängd som mynnar i Elbe trots att källfloderna är ungefär lika långa som den förenade Mulde själv. Det beror främst på den förenade Muldes smala avrinningsområde, dessutom är nederbördsmängden i bergstrakterna större än i det kuperade slättlandet.
Räknas hela längden över källfloden med den största vattenmängden, Freiberger Mulde, som i sin tur själv har två dominerande källfloder, så är vattendraget 267 km lång. Tillsammans med Zwickauer Mulde blir längden 314 km.
Större städer vid den förenade Mulde är Grimma, Wurzen, Eilenburg, Bad Düben och Dessau-Roßlau. Några kilometer före mynningen genomflyttar Mulde en konstgjord insjö som ligger i en före detta dagbrott.
En järnväg som följer Zwickauer Muldes och den förenade Muldes lopp (Muldentalbahn) används idag bara tillfällig.

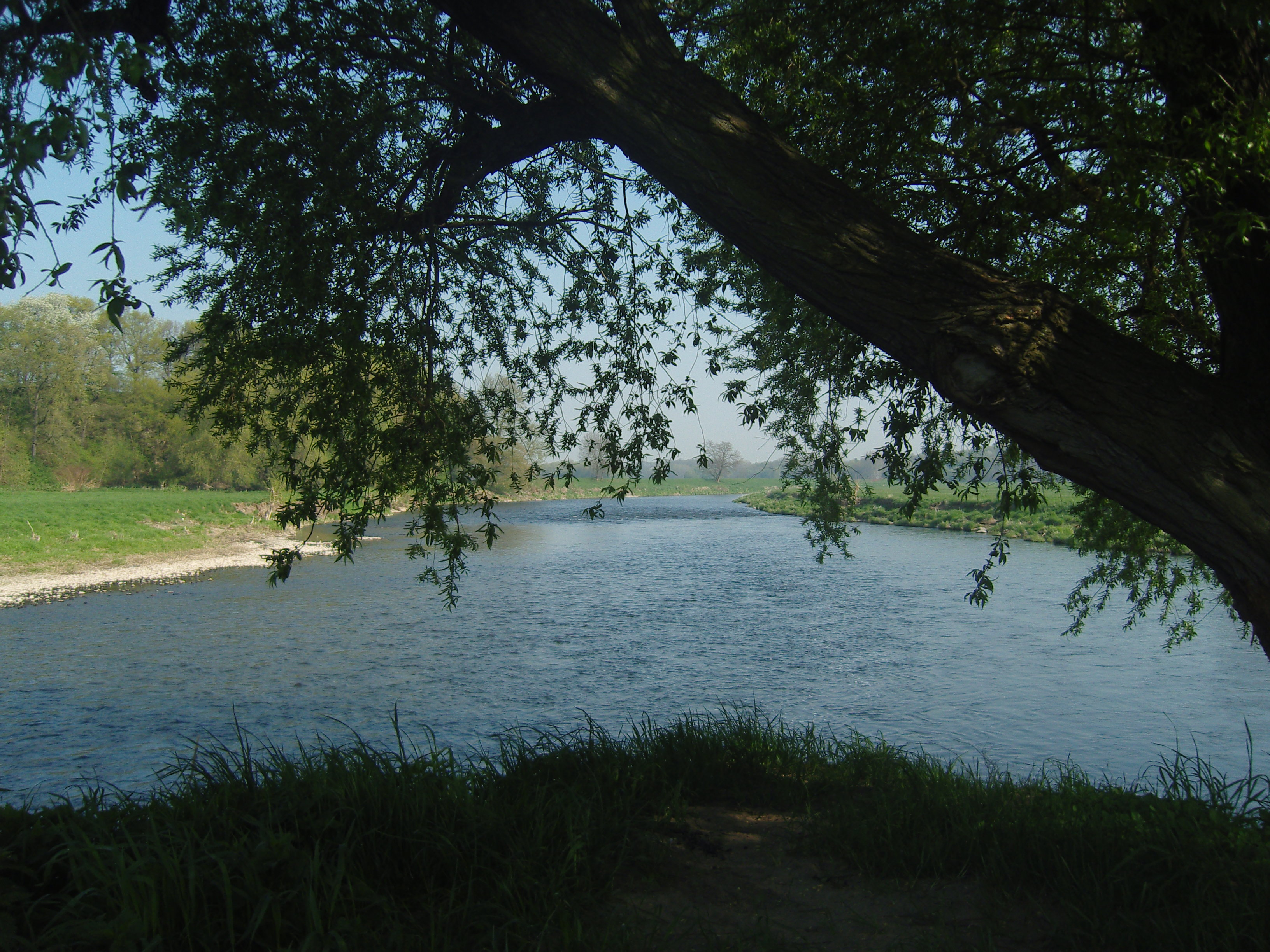
Platsen där Zwickauer Mulde och Freiberger Mulde förenas
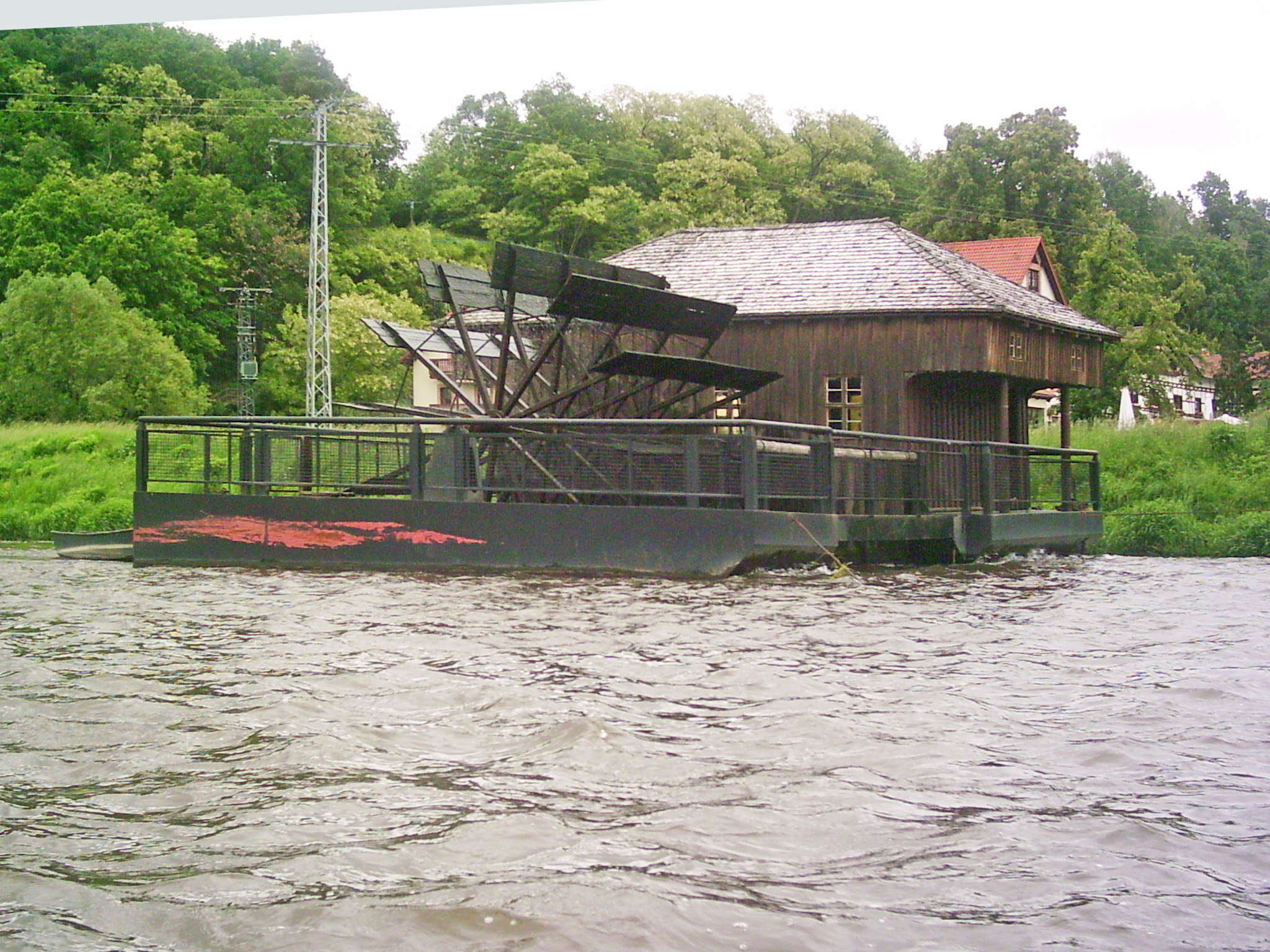
Simmande kvarn på Mulde
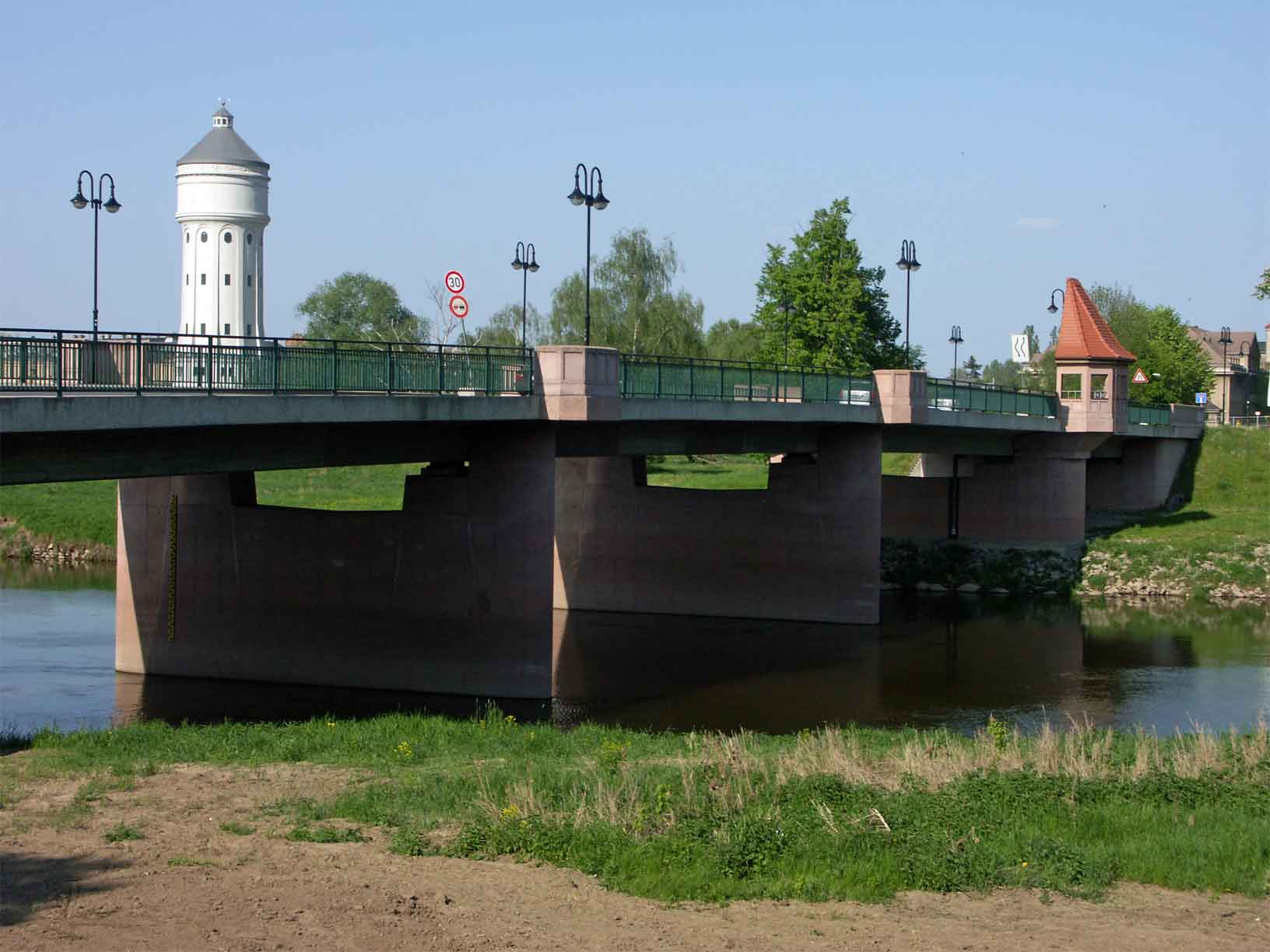
Eilenburgs nya bro över floden
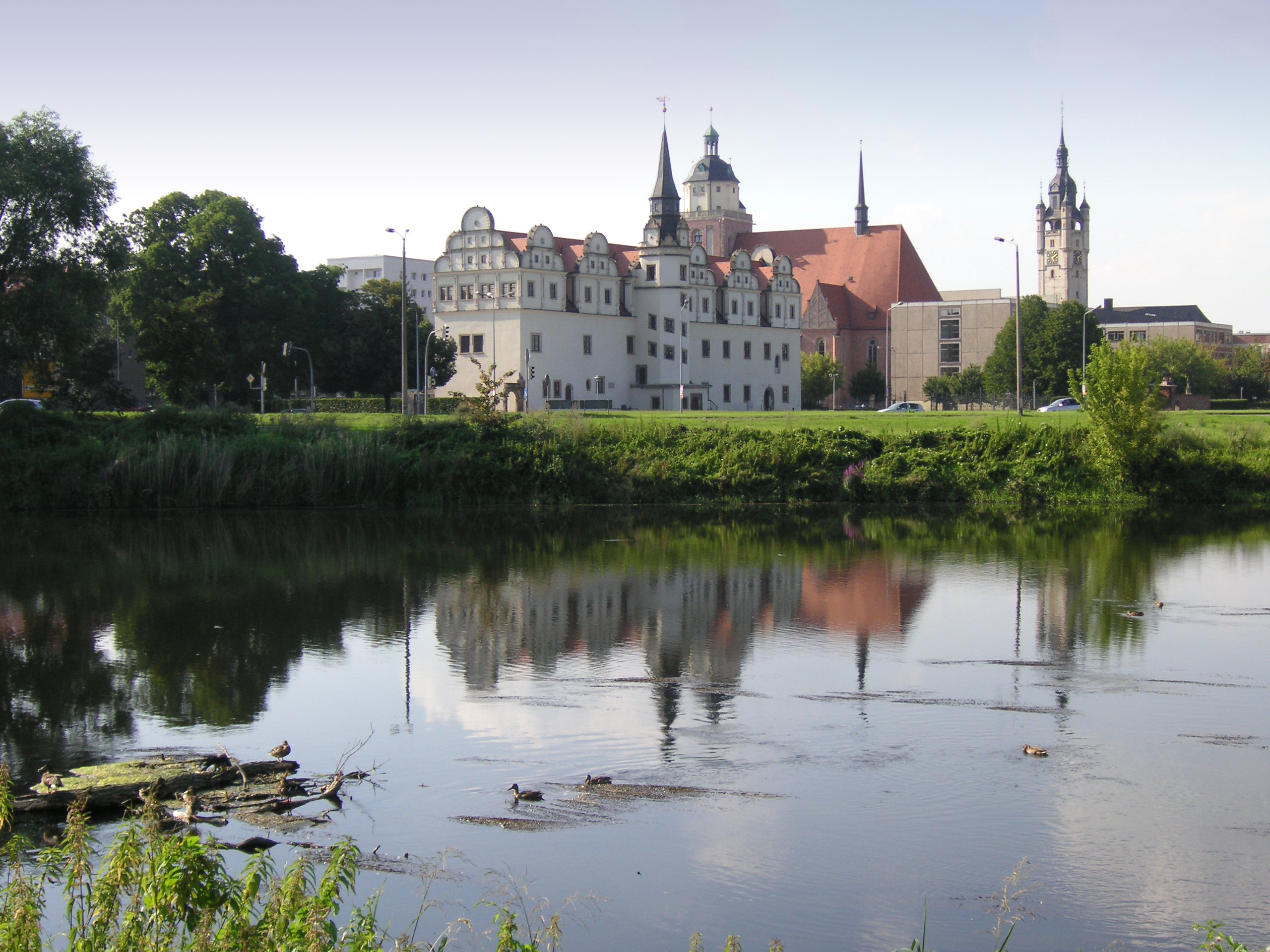
Mulde med delar av Dessau i bakgrunden